# Peçanha
Peçanha – miasto i gmina w Brazylii, w stanie Minas Gerais. Znajduje się w mikroregionie Peçanha.